# Everöd, Tomelilla kommun
Everöd är en by i Tryde socken i Tomelilla kommun.
Everöd är beläget längs riksväg 19, rakt norr om Tomelilla.